# 自公聯合政府
自公聯合政府（日语：／ Jikō Renritsu seiken */?）是指自由民主黨（下稱自民黨）和公明黨联合執政的日本政府，建立過兩次：第一次自1999年（平成11年）10月5日至2009年（平成21年）9月16日止，第二次自2012年（平成24年）12月26日至今，兩次均由在國會擁有多數席次的自民黨佔主導地位，首相大位也全部由自民黨人出任。

## 概要

### 自民黨的55年體制時代
在戰後日本政治中，從1955年（昭和30年）開始，在自由民主黨和日本社會黨的「55年體制」階段，公明黨處於中立狀態，動搖了親自民黨和非自民黨之間的縫隙。如果選舉勝利就贊成美日安保、自衛隊，如果失敗就反對，特別是在外交、安保防衛政策上立場不鮮明尤爲突出。另外，在作爲支持母體的創價學會中，壯年部（40歲以上的男性會員）支持親自民黨或自公民路線，婦女部（已婚女性會員）和青年部（男性未滿40歲，女性未滿40歲且未婚者會員）支持非自民黨或社公民路線等，也存在內部路線矛盾。
1970年（昭和45年），以創價學會引起問題的妨礙言論出版事件爲契機，與公明黨和田中角榮（自民黨田中派）建立了良好的關係，田中派向竹下派過渡後，公明黨的矢野、竹入、市川等黨幹部和自民黨竹下派議員之間也建立了個人關係。
55年體制末期，在扭曲的國會下，出於朝野合作的必要性，確立了自己的公民路線，但在自民黨方面，竹下派小澤一郎擔任了與兩黨之間的管道角色。

### 55年體制崩坏與公明黨參加聯合政府
1992年（平成4年）竹下派（經世會）分裂而發端，第二年1993年（平成5年）的第40屆衆議院議員總選中自民黨未能過半數。公明黨與退出自民黨創建新黨的小澤一郎一同參與細川護熙聯合政府，即非自民、非共產聯合政府，自民黨一黨優勢崩潰。下野的自民黨於次年1994年（平成6年）2月全面提出對創價學會、公明黨的攻擊姿態，成立了有志議員的學習團體「思考憲法第20條的團體」。同年4月，日本社會黨脫離了非自民聯合政府，並於6月末成立了自民聯合政府，自民黨重新回到了執政黨。另外，公明黨將於年末分黨，加入部分由舊聯政派組成的新進黨。
1995年（平成7年）7月舉行的第17屆日本參議院議員通常選舉，村山富市政權的執政黨自民黨、社會黨、新黨先行大幅減少了議席。此時，自民黨等執政黨對組成新進黨的舊公明黨的支持母體創價學會展開了攻擊。隨着《宗教法人法》的修改，要求傳喚學會名譽會長池田大作證人，追究刊登在週刊上的池田的強姦嫌疑，並繼續刊登在自民黨機關雜誌《自由新報》上，甚至被稱爲「反創價學會運動」。
1996年（平成8年）第41屆日本衆議院議員總選中，新進黨執政失敗後，新進黨內部發生了權力鬥爭和自民黨拉攏工作，幾乎到了崩潰的邊緣。舊公明黨的參議院·地方議員爲中心的政黨公明決定不加入新進黨，獨自參加1998年（平成10年）的第18屆日本參議院議員通常選舉。因此，1997年（平成9年）12月31日，新進黨被分爲自由黨、改革俱樂部、新黨和平、新黨友愛、黎明俱樂部、國民之聲等6個政黨。

### 從自自公到自公保
自從自民黨聯合政府上臺後，自民黨在自由黨的處理上遇到了困難。因爲，即使自由黨背道而馳，在參衆兩院也能維持過半數議席，因此，自民黨對聯政協議中包含的消費稅、福利目的稅化等問題，絲毫沒有答應協商的跡象。加深危機感的小澤一郎要求小淵實行聯政協議，並敦促自民黨、自由兩黨解散，進行政界改編。但是小淵沒有接受，2000年（平成12年）4月1日黨首會談後，自由黨脫離了聯政。反對脫離聯政的自由黨所屬議員以扇千景爲黨首，創立了保守黨（2002年（平成14年）變更爲保守新黨），併成立了自公保聯政。但4月2日，小淵因腦梗塞病倒。

### 從小泉熱潮起至自公聯合政府
2001年（平成13年），自民黨總裁小泉純一郎就任首相，第1次小泉內閣誕生後，小泉純一郎的人氣得到推舉，自民黨的人氣復活。在全部選舉中，小泉純一郎的人氣與小泉純一郎的人氣成正比，自民黨和公明黨增加了議席。另一方面，保守新黨減少了議席，2003年（平成15年）11月以被自民黨吸收的形式解散，成爲自公聯政。2005年（平成17年）因郵政民營化紛爭衆議院解散，實施了第44屆衆議院議員總選，自民黨大獲全勝，但公明黨反而減少了議席。

### 第45回眾院選大敗、民主黨成功政黨輪替
2006年（平成18年）自民黨總裁安倍晉三就任首相，第一次安倍內閣誕生後，自民黨接二連三地出現了年金問題和閣僚醜聞，公明黨也迎來了逆風。2007年（平成19年）第21屆參議院議員通常選舉中，自民黨和公明黨大幅減少議席，允許民主黨在參議院進行比較。選舉結束後，安倍晉三、太田昭宏都否認辭去代表職務（後來安倍辭職）。公明黨在選舉區出現落選者，以2勝3負的戰績敗北，因此比起支持團體創價學會，執行部的責任論更加突出，甚至出現了先從應聘者開始承擔責任，然後辭職的強烈呼聲。
此後，自民黨和公明黨將聯合執政，但由於安倍晉三、福田康夫、麻生太郎三人接連發起負面攻擊的安倍下臺、福田下臺、麻生下臺等自民黨內部權力鬥爭問題，自民黨的支持率下降，公明黨希望儘快解散。

### 第46回眾院選大勝、自公聯合政府復活
反攻的契機是2010年（平成22年）7月的第22屆參議院選舉。代替自民黨成爲第一大黨的民主黨、社會民主黨（社民黨代表福島瑞穗）、國民新黨（代表龜井靜香）組成聯政，以民主黨代表鳩山由紀夫爲首相的民社聯合國立政權上臺，但在鳩山由紀夫內閣的失政和崩潰、菅直人的失言等幫助下，自民黨獲得了51個議席，成爲改選第一大黨，阻止執政黨獲得參議院過半數議席。
2011年（平成23年）9月2日，菅直人內閣（→第一次改造→第二次改造）因東日本大地震（同年3月11日發生的東北地方太平洋近海地震）應對不力等原因集體辭職，野田佳彥代替菅直人出任首相，但野田內閣（→第一次改造→第二次改造→第三次改造）從成立之初就接連發生了內閣成員的不正之風和退黨事件，使民主黨面臨分裂。安倍晉三在2012年（平成24年）9月的總裁選舉中再次當選後，在與野田佳彥的黨首討論中成功引出瞭解散議會選舉的言論。在12月舉行的第46屆衆議院選舉中，民主黨慘敗，自民黨獲得了超過絕對穩定多數的294個議席（之後鳩山邦夫復黨，295人），公明黨也獲得了31個議席，時隔3年零3個月重返執政黨。同月25日，自由民主黨總裁安倍晉三與公明黨代表山口那津男交換了聯合協議文件。自公聯政時隔3年零3個月後重新復活，野田第三次改組內閣集體辭職，第二次安倍內閣於12月26日正式成立。
此後，民主黨未能恢復黨勢一直處於停滯狀態；另外，中堅在野黨日本維新會和大家黨等也反覆分裂和解黨。而自民黨在2013年（平成25年）的第23屆參議院選舉中亦再與公明黨合作取得過半議席，不久後在2014年（平成26年）的第47屆衆議院選舉中確立維持執政黨的優勢體制至今。

## 两黨黨际關係

### 自民黨
自民黨成為執政黨的同時，也成為最大黨，主導自公聯合政府。
自公聯合政府的內閣，由自民黨總裁（黨魁）出任内閣總理大臣（首相），閣員也大半由自民黨籍議員出任。

### 公明黨
公明黨在聯合政府內取得一席閣員已成為慣例。
公明黨雖漸自任為「政權的煞車角色」，但在《特定秘密保護相關法律》上，給予自民黨主張的政策、法律莫大幫助，受到批評。
在自公聯合政府成立以來，公明黨縱使最初與自民黨對立而最終仍舊大致接受自民黨主張，故被批評為「雪屐之雪」（下駄の雪）。
2010年代以來，公明黨代表（黨魁）山口那津男專注於選舉活動，而由副代表北側一雄參加執政黨協議會的情況越來越多。

## 立法
以下是自公聯合政府時期所通過的法律：
- 「新・日美防衛協力指針」相關法律
  - 周邊事態法
  - 自衛隊法（修正）
  - 物品役務相互提供協定（日美間・修訂）
- 住民基本台帳法（修正）
- 國旗・國歌法
- 通信傍受法
- 後期高齡者醫療制度相關法律（高齡者醫療確保法）
- 國會法（修正）
- 國籍法（修正）
- 郵政民營化法
- 障礙者自立支援法
- 恐怖對策特別措施法
- 日本國憲法修正手續相關法律（國民投票法）
- 教育基本法（修正）
- 防衛廳設置法（及修正）
- 海盜對處法
- 公文書管理法
- 國家公務員法（修正）
- 自動車運駛處罰法（及修正）
- 特定秘密保護法
- 町・人・工作創生法
- 行政手續中特定個人識別號碼利用等相關法律（個人識別號碼法）（及修正）
- 勞動者派遣法（修正）
- 公職選舉法（修正，包括將選舉權年齡下調至18歲以上）
- 和平安全法制
  - 為確保我國及國際社會的和平與安全而修正自衛隊法等相關法律（和平安全法制整備法）
  - 國際和平共同對處事態時我國協助執行各國軍隊等的協助支援活動等相關法律（國際和平支援法）
- 重要設施周邊地區上空的小型無人機等飛行禁止相關法律
- 電力事業法（修正）
- 仇恨言論規制法
- 綜合型度假村整備推進法
- 組織性犯罪的處罰及犯罪收益規制等相關法律（及修正）
- 天皇退位等相關皇室典範特例法
- 食品減損推進法
- 工作方式改革相關法律（及修正）
- 出入境管理及難民認定法（修正）
- 自來水法（修正）
- 種苗法（修正）
- 新型流感等對策特別措施法（修正）
- 數位廳設置法
- 數位社會形成基本法
- 重要設施周邊及國境離島等地的土地利用狀況調查及利用的規制等相關法律
- 透過綜合經濟政策推進安全保障的推進相關法律

## 批評

### 選舉
因公明党为宗教组织创价学会的关联团体，故不少人士和团体批评公明党参与执政违反了《日本国宪法》的政教分离原则。

### 政策
公明黨在參與聯合政府前，自我標榜為「福祉的黨」、「和平的黨」，能夠擔任煞車，防止保守自民黨暴走。